# Stowarzyszenie Włókienników Polskich
Stowarzyszenie Włókienników Polskich - organizacja naukowo-techniczna z siedzibą w Łodzi, zrzeszająca polskich inżynierów i techników, założona w 1946 roku; członek Federacji Stowarzyszeń Naukowo-Technicznych NOT.
Podstawowymi zadaniami statutowymi SWP są:
- promowanie rozwoju nauki i techniki w dziedzinie włókiennictwa, przemysłu odzieżowego i skórzanego;
- prezentowanie stanowiska w przedmiocie zagadnień związanych z włókiennictwem, przemysłem odzieżowym i skórzanym;
- działanie na rzecz przemysłu, ochrony środowiska naturalnego i przedsięwzięć innowacyjno-wdrożeniowych;
- integracja zawodowa i społeczna członków oraz tworzenie i utrzymywanie więzi między społecznością techniczną, instytucjami i organizacjami,
- szerzenie wiedzy i kultury technicznej;
- opracowywanie biogramów zasłużonych i wybitnych włókienników, w tym działaczy SWP.

Terenowe jednostki organizacyjne SWP znajdują się w Białymstoku, Bielawie, Bielsku-Białej, Bydgoszczy, Częstochowie, Jeleniej Górze, Krakowie, Łodzi, Poznaniu, Radomiu, Słupsku, Tomaszowie Mazowieckim, Toruniu, Warszawie i Wrocławiu.